# ل فوسره
ل فوسره (به فرانسوی: Le Fousseret) یک کامین در فرانسه با جمعیت ۱٬۶۱۱ نفر است که در Canton of Le Fousseret واقع شده‌است.